# Kunitachi
Kunitachi (国立市?) è una città giapponese conurbata di Tokyo.
2016 la popolazione ere di 75,867 unità